# Pada

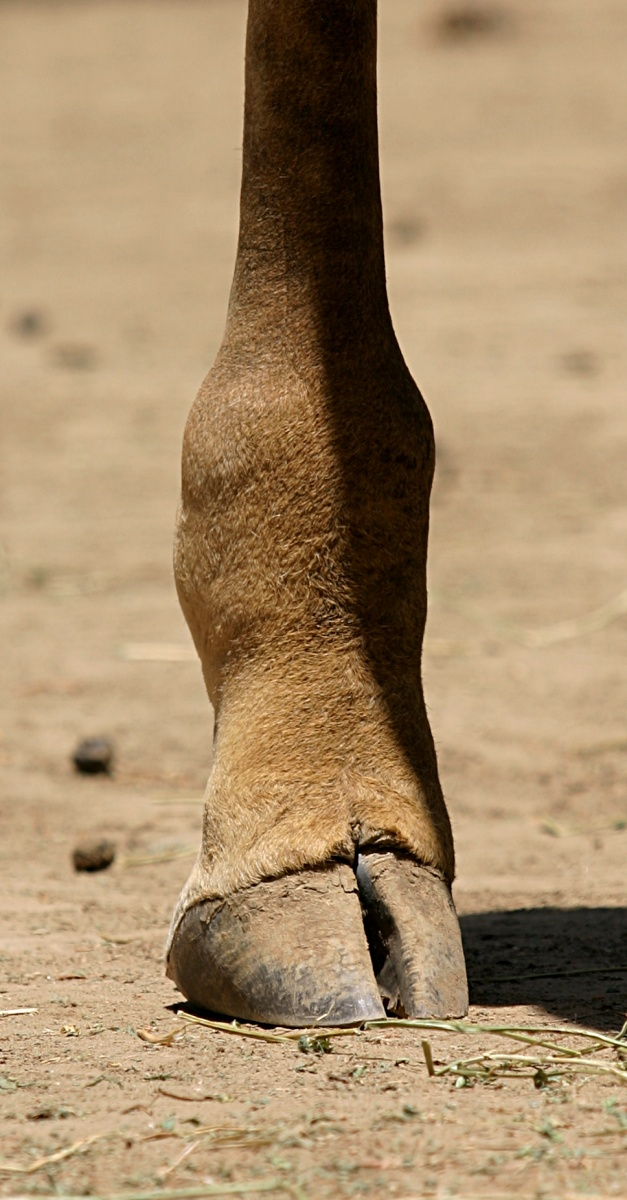
पाद Pāda

Pada (devanāgarī (IAST): पाद (pāda)) est un mot sanskrit, un nom de genre masculin, qui désigne concrètement un « pied ». La valeur sémantique de ce terme s'élargit cependant, et s'applique à divers domaines tels la métrique, la stylistique, voire la déférence envers les personnes respectées dans la société traditionnelle hindoue. Ce terme désigne également l'un des cinq karmendriya dans le système philosophique du Samkhya.
Un pāda désigne aussi le quart, ou la quatrième partie d'un ensemble.
Les pada (« textes d'une chanson ») sont des courts poèmes lyriques chantés de façon collective ou individuelle.

## Morphologie
Le mot sanskrit pāda est un dérivé primaire, construit sur une racine verbale PAD- portée au degré plein PĀD, complétée par un suffixe -a formant le thème nominal pāda- qui peut devenir un nom décliné pour intégrer une phrase. Fondamentalement pāda est un nom d'action qui peut pourtant servir aussi de nom d'agent.
La racine indo-européenne PAD- se retrouve en latin sous la forme PED- dans le mot pēs, pĕdis, et en grec sous la forme ΠΟΔ- dans le mot πούς, ποδός.

## Élargissement sémantique
Le nom pāda, comme pēs en latin et πούς en grec classique, désigne le pied humain, la patte d'un animal, la serre d'un oiseau, mais aussi le pied d'un arbre ou d'une montagne. Le mot sanskrit pada étant un nom d'action, son sens premier est celui du mot pace en anglais, signifiant l'action du pied, ce que le français traduit par « allure, pas, cheminement ». La mutation de ce nom d'action en nom d'agent pāda par alternance vocalique renvoie à la traduction de ce mot par « pied, patte, serre » et, par extension, « jambe ».
Le mot pāda s'utilise pour désigner la « partie plus basse, ou la plus basse » d'un objet, tels une « colonne » ou un « pilier » ou, plus spécifiquement, une « roue » ou un « rayon de lumière » qui tombe du ciel sur la terre.

## Usages du mot

### Chapitre
Un pāda désigne le quart, ou la quatrième partie d'un ensemble. Ainsi, l'ensemble des 195 sūtra, ou aphorismes, formant les Yogasūtra de Patañjali comprend quatre pāda (chapitres), à savoir : le Samādhi pāda, le Sādhana pāda, le Vibhūti pāda, et le Kaivalya pāda. Chacun de ces pāda signifie simultanément un « cheminement » et un « quart » de l'œuvre totale.

### Métrique
Un pāda est le quart d'une strophe de quatre vers, le quart d'une stance, ou le quart d'un verset.

### Marque de respect
Le disciple qui s'est jeté aux pieds de son Maître (guru) est qualifié de pādapatita, littéralement « tombé au pied de ». Et le beurre fondu dont il enduit les pieds de celui qu'il honore a pour nom le substantif neutre pādaghṛta. En outre, pāda peut encore se traduire par « les pieds de », ce qui est une manière respectueuse de désigner une personne.